# Nosotros el Sur
Libertad y Autonomía - Nosotros el Sur (en italiano: Libertà e Autonomia - Noi Sud, abreviado NS) es un partido político italiano regionalista y centrista.

## Historia
El partido surgió en enero de 2010 como una escisión del Movimiento por las Autonomías (MpA) por miembros favorables a mantener el acuerdo con el Pueblo de la Libertad (PdL) en el Gobierno regional de Sicilia. En las elecciones regionales de 2010 el partido obtuvo el 3,6% del voto en Campania y el 3,1% en Calabria.
En octubre de 2010 los diputados, de NS en la Cámara de Diputados de Italia se unieron a Los Populares de Italia Mañana; en esa ocasión Americo Porfidia, exmiembro de Italia de los Valores (IdV), se unió a NS. Otro diputado procedente de IdV, Antonio Razzi, se unió a NS en diciembre. Los diputados de NS apoyaban al Gobierno de Silvio Berlusconi.
Poco después el partido se dividió luego en dos facciones, una liderada por Arturo Iannaccone y otro liderado por Vincenzo Scotti. En mayo de 2011 Scotti intentó destituir a Iannaccone como secretario del partido, siendo sin embargo destituido como presidente por Iannaccone. En julio Iannaccone NS puso marcha junto a Fuerza del Sur y Yo el Sur lo que más tarde sería el Gran Sur.